# Uloma westringi
Uloma westringi – gatunek chrząszcza z rodziny czarnuchowatych i podrodziny Tenebrioninae.
Gatunek ten opisał po raz pierwszy Carl Gustaf Mannerheim w 1844 roku. Jako lokalizację typową wskazano Jawę.
Chrząszcz o ciele długości od 9 do 11 mm. Ubarwienie jest brązowe. Na przedzie grzbietowej powierzchni głowy występuje listewka, czasem ze słabo zaznaczonymi różkami, a za listewką obecne jest głębokie wgłębienie. Czułki samców mają człony od piątego do dziesiątego z krawędziami wierzchołkowymi zaostrzonymi, ale niewyciągniętymi pośrodkowo w szpice. Warga dolna u samca cechuje się języczkiem z kilkoma rozproszonymi szczecinkami oraz bródką z lekkim wciskiem pośrodku i nieregularnymi kilami po bokach, natomiast bez wgłębień nasadowo-bocznych i bez szczecinek. Przedplecze u samca ma na przedzie wyraźne wgłębienie pośrodkowe, tylną krawędź nieobrzeżoną, a punktowanie we wgłębieniu mocniejsze i gęściejsze, bez mikropunktowania między punktami. Pokrywy mają rzędy z punktami nieco szerszymi niż odcinki rowków między nimi, a międzyrzędy płaskie na dysku i lekko wypukłe po bokach. Odnóża przedniej pary u samca mają kąty wewnętrzno-odsiebne goleni z palcowatą wypustką. Odwłok ma ostatni z widocznych sternitów pozbawiony obrzeżenia. Edeagus charakteryzuje się krótkimi paramerami bez modyfikacji na szczycie.
Owad orientalny, znany z malezyjskiego stanu Sabah na Borneo oraz z indonezyjskiej Jawy.